# Морган, Эштон
Эштон Уэйн Генри Морган (англ. Ashtone Wayne Henry Morgan; род. 9 февраля 1991, Торонто, Канада) — канадский футболист, защитник. Выступал за сборную Канады.

## Клубная карьера
Морган присоединился к академии футбольного клуба «Торонто» в возрасте 16 лет в 2008 году. За клуб он дебютировал 19 октября 2010 года в матче Лиги чемпионов КОНКАКАФ 2010/11 против панамского «Арабе Унидо». 17 марта 2011 года Морган подписал контракт с «Торонто» как доморощенный игрок. В MLS он дебютировал 26 марта 2011 года в поединке против «Портленд Тимберс», заменив на 85-й минуте Хавьера Мартину. 5 июля 2012 года Морган подписал новый долгосрочный контракт с «Торонто». 20 марта 2015 года Морган был заявлен в «Торонто II», новообразованный фарм-клуб «Торонто» в USL. По окончании сезона 2016 контракт Моргана с «Торонто» истёк, но 16 декабря 2016 года клуб переподписал игрока. 19 июля 2017 года в поединке против «Нью-Йорк Сити» он забил свой первый гол за «Торонто». В 2017 году Морган помог клубу оформить требл: выиграть чемпионат (Кубок MLS), регулярный сезон чемпионата (Supporters’ Shield) и национальный кубок (Первенство Канады). По окончании сезона 2019 «Торонто» не стал продлевать контракт с Морганом.
21 января 2020 года Морган на правах свободного агента подписал контракт с «Реал Солт-Лейк». 7 марта 2020 года он дебютировал за «Реал Монаркс», фарм-клуб «Реал Солт-Лейк» в Чемпионшипе ЮСЛ, в матче стартового тура сезона против «Сан-Антонио». За РСЛ он дебютировал 15 мая 2021 года в матче против «Нэшвилла», заменив Донни Тойю на 76-й минуте. По окончании сезона 2021 «Реал Солт-Лейк» не продлил контракт с Морганом.
1 февраля 2022 года Морган подписал контракт с клубом Канадской премьер-лиги «Фордж». За «Фордж» он дебютировал 16 февраля в первом матче ⅛ финала Лиги чемпионов КОНКАКАФ 2022 против мексиканского «Крус Асуля». 12 июня в матче против «Пасифика» он забил свой первый гол за «Фордж». 23 января 2023 года Морган перезаключил контракт с «Форджем» на сезон 2023.
31 июля 2023 года Эштон Морган объявил о завершении футбольной карьеры.
5 сентября 2023 года Морган присоединился к фронт-офису «Торонто» в качестве менеджера по взаимодействию с игроками и связям с выпускниками.

## Международная карьера
За сборную Канады Морган дебютировал 7 октября 2011 года в матче квалификации чемпионата мира 2014 против сборной Сент-Люсии, отметившись голевой передачей. В том же году он был признан лучшим молодым футболистом Канады.
В 2013 году Эштон попал в заявку национальной команды на участие в Золотом кубке КОНКАКАФ. На турнире он сыграл в матче против сборной Панамы.
В 2015 году Эштон попал в заявку сборной на участие в Золотом кубка КОНКАКАФ. На турнире он был запасным и на поле не вышел.
Морган был включён в состав сборной Канады на Золотой кубок КОНКАКАФ 2019. На турнире он сыграл в матчах против команд Кубы и Гаити.

## Достижения
Командные
 «Торонто»
- Чемпион MLS (обладатель Кубка MLS): 2017
- Победитель регулярного чемпионата MLS: 2017
- Победитель Первенства Канады (5): 2011, 2012, 2016, 2017, 2018

 «Фордж»
- Чемпион Канадской премьер-лиги: 2022

Индивидуальные
- Молодой футболист года в Канаде: 2012